# Ezra Stone
Ezra Stone (ur. 2 grudnia 1917 w New Bedford, zm. 3 marca 1994 w Perth Amboy) – amerykański reżyser filmowy i aktor.

## Filmografia
reżyser
- 1949: The Aldrich Family
- 1963: Petticoat Junction
- 1969: Love, American Style
- 1977: Space Academy

aktor
- 1940: Those Were the Days! jako Alexander 'Allie' Bangs
- 1943: To jest armia jako Sierżant Stone
- 1976: The Good Old Days of Radio

## Wyróżnienia
Posiada swoją gwiazdę na Hollywoodzkiej Alei Gwiazd.